# 탐사보도 세븐
《탐사보도 세븐》은 TV조선에서 방영한 대한민국의 탐사보도 프로그램이다.

## 방송 일정
| 방송 채널 | 방송 기간                         | 방송 시간                                      |
| --------- | --------------------------------- | ---------------------------------------------- |
| TV CHOSUN | 2017년 8월 30일 ~ 2018년 9월 19일 | 매주 수요일 밤 10시 ~ 11시 (1시간)             |
| TV CHOSUN | 2019년 1월 18일 ~ 2020년 7월 24일 | 매주 금요일 밤 10시 ~ 11시 (1시간)             |
| TV CHOSUN | 2020년 8월 2일 ~ 2020년 12월 20일 | 매주 일요일 저녁 7시 55분 ~ 밤 9시 (1시간 5분) |
| TV CHOSUN | 2021년 1월 7일 ~ 2023년 7월 27일  | 매주 목요일 저녁 8시 ~ 밤 9시 (1시간)          |

## 진행자
- 1대 윤정섭
- 2대 정준호
- 3대 유오성
- 4대 김광일
- 5대 윤태윤

## 에피소드 목록
아래는 TV조선의 《탐사보도 세븐》의 에피소드 목록이다.
방영 목록은 다음과 같다.

### 2017년
| 회차 | 방영일    | 부제                                        | 비고               |
| ---- | --------- | ------------------------------------------- | ------------------ |
| 1회  | 8월 30일  | 탐욕 그리고 반려견의 고통                   | 윤정섭 진행자 투입 |
| 2회  | 9월 6일   | 북으로 되돌아간 임지현                      |                    |
| 3회  | 9월 13일  | 故 이주일 사라지다                          |                    |
| 4회  | 9월 20일  | 안산 토막살인，리어카는 알고있다            |                    |
| 5회  | 9월 27일  | 월 70만원 은퇴이민 그들은 황제처럼 사나     |                    |
| 6회  | 10월 4일  | 추석 특집 2부작 북중 국경 803km             |                    |
| 7회  | 10월 6일  | 최초 공개, 압록강 운봉댐 상류를 가다        |                    |
| 8회  | 10월 11일 | 서해순 고백하다!                            |                    |
| 9회  | 10월 18일 | 충격! 생리대와 기저귀, 유해 환경호르몬 검출 |                    |
| 10회 | 10월 25일 | 이영학 아내 사망 미스터리                   |                    |
| 11회 | 11월 1일  | 여자 화장실 몰카범의 실체                   |                    |
| 12회 | 11월 8일  | 이건희 회장, 살아있다                       |                    |
| 13회 | 11월 15일 | 중국원정 장기이식의 딜레마                  |                    |
| 14회 | 11월 22일 | 배달앱의 교묘한 갑질                        |                    |
| 15회 | 11월 29일 | KAL 858 묻혀진 30년                         |                    |
| 16회 | 12월 6일  | 우리 개는 순한가? 반려견의 습격             |                    |
| 17회 | 12월 13일 | 대통령 후보 허경영이 사는 법                |                    |
| 18회 | 12월 20일 | 단서를 찾았다, 김주혁 사망 미스터리         |                    |
| 19회 | 12월 27일 | 방송이 끝나고 난 후                         |                    |

### 2018년
| 회차 | 방영일   | 부제                                              | 비고                 |
| ---- | -------- | ------------------------------------------------- | -------------------- |
| 20회 | 1월 3일  | 겨울 독도를 가다                                  |                      |
| 21회 | 1월 10일 | 월미도를 둘러싼 검은 의혹                         |                      |
| 22회 | 1월 17일 | 긴급점검! 당신이 사는 곳은 안전합니까?            |                      |
| 23회 | 1월 24일 | 순수익만 60억! 무당이 돈 버는 법                  |                      |
| 24회 | 1월 31일 | 가상화폐 광풍, 혼란의 대한민국                    |                      |
| 25회 | 2월 7일  | 사랑으로 포장된 광기. 데이트 폭력                 |                      |
| 26회 | 2월 14일 | 북한 삼지연 관현악단 갈등과 화해의 두 풍경        |                      |
| 27회 | 2월 21일 | 나는 북한 응원단 입니다                           |                      |
| 28회 | 2월 28일 | 2018 겨울 쪽방촌 사람들                           |                      |
| 29회 | 3월 7일  | 북한 암살조，그들은 우리 곁에 와 있다             |                      |
| 30회 | 3월 14일 | D병원의 임상시험 그리고 내부자들                  |                      |
| 31회 | 3월 21일 | 우리가 외면한 원로 스타들                         |                      |
| 32회 | 3월 28일 | 그들이 산으로 간 진짜 이유는?                     |                      |
| 33회 | 4월 4일  | 누구는 안 팔고 누구는 못 판다                     |                      |
| 34회 | 4월 11일 | 무속인의 추악한 액풀이?!                          |                      |
| 35회 | 4월 18일 | 이산가족, 죽기 전 꼭 한번                         |                      |
| 36회 | 4월 25일 | 北 인질 가족들의 절규                             |                      |
| 37회 | 5월 2일  | 형제복지원 126명, 죽음의 신상기록                 |                      |
| 38회 | 5월 9일  | 베트남 한국섬 돌아오지 않는 아이들                |                      |
| 39회 | 5월 16일 | 치매 인구 100만, 믿고 맡길 곳이 없다?             |                      |
| 40회 | 5월 23일 | 9년 간의 도주, 제주도 보육교사 살인사건           |                      |
| 41회 | 5월 30일 | 공범이 있다? 억만장자 미스터리                    |                      |
| 42회 | 6월 6일  | 6.25전사 '국군장병의 유해를 찾아줍시다.           | 윤정섭 마지막 진행자 |
| 43회 | 6월 20일 | 나는 붓다다(?) 지옥 마케팅의 실체                 | 정준호 진행자 투입   |
| 44회 | 6월 27일 | 그녀가 나타났다? 남해고속도로 실종사건            |                      |
| 45회 | 7월 11일 | 영화 '공공의적' 모방범죄인가? 십정동 부부살해사건 |                      |
| 46회 | 7월 18일 | 증거가 있는데 범인을 못잡는다?                    |                      |
| 47회 | 7월 25일 | 콜래트럴 데미지, 억울하게 죽은 사람들             |                      |
| 48회 | 8월 15일 | 팔라우 돌아오지 못한 한인들                       |                      |
| 49회 | 8월 22일 | 쑥뜸, 기적의 치료법인가?                          |                      |
| 50회 | 8월 29일 | 빙의 그리고 퇴마, 그 실체는?                      |                      |
| 51회 | 9월 5일  | 죽은 사람도 살려낸다? 나주 성모동산의 비밀        |                      |
| 52회 | 9월 12일 | 자영업자의 '몰락, 사실일까?'                      |                      |
| 53회 | 9월 19일 | 경찰 BH 보고서 단독 공개! 정보국 민낯을 보다!     | 정준호 마지막 진행자 |

### 2019년
| 회차 | 방영일    | 부제                                            | 비고               |
| ---- | --------- | ----------------------------------------------- | ------------------ |
| 54회 | 1월 18일  | 신도시 30년의 민낯                              | 유오성 진행자 투입 |
| 55회 | 1월 25일  | 노동운동 이대로 좋은가                          |                    |
| 56회 | 2월 1일   | 신이 만든 기업의 정체                           |                    |
| 57회 | 2월 8일   | 평창올림픽 그 후 1년                            |                    |
| 58회 | 2월 15일  | 냉동고에서 16년 박일병 사망 미스터리            |                    |
| 59회 | 2월 22일  | '밧데리' 박항서, 베트남의 스승 되다             |                    |
| 60회 | 3월 1일   | 의원님과 목포 큰 손                             |                    |
| 61회 | 3월 8일   | 나는 깡통집에 산다                              |                    |
| 62회 | 3월 15일  | 김정은의 하노이 막전막후                        |                    |
| 63회 | 3월 22일  | 미성년자 노리는, 이름표 없는 남자들             |                    |
| 64회 | 3월 29일  | 필리핀 카지노 위험의 덫, 중국계 '꽁짓돈'의 비밀 |                    |
| 65회 | 4월 5일   | '몸짱 약' 위험한 유혹                           |                    |
| 66회 | 4월 12일  | 공포의 밤, 최악의 산불                          |                    |
| 67회 | 4월 19일  | 그 선생님이 돌아왔다, 스쿨미투 1년 보고서       |                    |
| 68회 | 4월 26일  | 콧속, 미세먼지의 진실                           |                    |
| 69회 | 5월 10일  | 강남 형사 죽음의 비밀                           |                    |
| 70회 | 5월 17일  | 남한, 북한 마약에 취하다                        |                    |
| 71회 | 5월 24일  | 文 정부, '살생부'의 민낯                        |                    |
| 72회 | 5월 31일  | 차병원, 신생아는 왜 죽었나                      |                    |
| 73회 | 6월 7일   | 희대의 사기꾼, 왕진진                           |                    |
| 74회 | 6월 21일  | 이재수 ·조진래는 왜 죽었나                      |                    |
| 75회 | 7월 5일   | 기업형 조폭 '쩐의 전쟁'                         |                    |
| 76회 | 7월 19일  | 누가 윤지오에 놀아났나                          |                    |
| 77회 | 8월 2일   | 장영자, 이렇게 몰락했다                         |                    |
| 78회 | 8월 16일  | 고유정은 웃고 있다                              |                    |
| 79회 | 8월 30일  | 최초 공개! 함박도의 북한군                      |                    |
| 80회 | 9월 13일  | 강원랜드 타짜의 일기장                          |                    |
| 81회 | 9월 27일  | 조국 부부의 딸 의사 만들기                      |                    |
| 82회 | 10월 11일 | 조국 집안의 희한한 재테크                       |                    |
| 83회 | 10월 25일 | 조국 수호자들의 민낯                            |                    |
| 84회 | 11월 8일  | 나는 화성살인범이 아닙니다                      |                    |
| 85회 | 11월 15일 | '제2의 최순실' 공작은 실패하다                  |                    |
| 86회 | 11월 22일 | 태양광, 왜 빛을 잃어가나                        |                    |
| 87회 | 12월 6일  | '親文' 교수와 1조 국책사업의 비밀               |                    |
| 88회 | 12월 13일 | 이웃에 ‘제2의 조두순’이 산다                    |                    |
| 89회 | 12월 20일 | 김일성이 영웅, 교실이 탈났다.                   |                    |

### 2020년
본 프로그램은 질병관리청 방역 지침에 따라, 코로나19 범유행과 관련해 출연진, 스태프 관계자들의 개인 위생수칙을 준수합니다.
| 회차  | 방영일    | 부제                                       |
| ----- | --------- | ------------------------------------------ |
| 90회  | 1월 3일   | 울산시장 선거의 흑막                       |
| 91회  | 1월 10일  | 김우중의 빛과 그림자                       |
| 92회  | 1월 17일  | 개 구충제가 암을 치료?                     |
| 93회  | 1월 31일  | 기획부동산 당신을 노린다                   |
| 94회  | 2월 7일   | 허경영 정치냐 장사냐                       |
| 95회  | 2월 14일  | 윤석열 VS 추미애 승자는?                   |
| 96회  | 2월 21일  | 동네가 가라앉는다                          |
| 97회  | 2월 28일  | 정치판사들 법원을 추락시키다               |
| 98회  | 3월 6일   | 코로나 쇼크 왜 막지 못했나?                |
| 99회  | 3월 13일  | 코로나 쇼크에 흔들리는 총선                |
| 100회 | 3월 20일  | '코리아 포비아'의 민낯                     |
| 101회 | 3월 27일  | 미스터트롯 열풍의 비밀                     |
| 102회 | 4월 3일   | 대공황 설 포퓰리즘의 진실                  |
| 103회 | 4월 10일  | 중국 댓글 부대가 한국 여론 조작?           |
| 104회 | 4월 17일  | 조주빈 덫에 걸려든 VIP들                   |
| 105회 | 4월 24일  | 고유정 의붓아들을 누가 죽였나?             |
| 106회 | 5월 1일   | 이철의 VIK 금융사기 추적                   |
| 107회 | 5월 8일   | 코로나 19... 신천지는 어디로?              |
| 108회 | 5월 15일  | 초특급 보안 김정은의 건강                  |
| 109회 | 5월 22일  | 브레이크 걸린 배달의 민족                  |
| 110회 | 6월 5일   | 종부세 폭탄의 명암                         |
| 111회 | 6월 12일  | 차이나 머니 우리 부동산을 노린다           |
| 112회 | 6월 19일  | 무증상의 습격 2차 코로나 대유행 오나       |
| 113회 | 6월 26일  | 실업대한 쇼크... 막막한 서민들             |
| 114회 | 7월 3일   | 삐라전쟁 막전 막후                         |
| 115회 | 7월 17일  | 죄수들의 말 바꾸기, 한명숙 사건의 진실은   |
| 116회 | 7월 24일  | 추락하는 이스타항공 탈출하는 이상직        |
| 117회 | 8월 2일   | 박원순 성추행 의혹의 흑막                  |
| 118회 | 8월 9일   | 아파트에 날개? 부동산 광풍                 |
| 119회 | 8월 16일  | 끝나지 않은 독립 일본군 '위안부' 운동 30년 |
| 120회 | 8월 23일  | 구하라가 불붙인 부모의 자격                |
| 121회 | 9월 6일   | 단독 북한산 옷을 대기업이 팔았다           |
| 122회 | 9월 13일  | 왜 코로나는 다시 덮쳤나                    |
| 123회 | 9월 20일  | 방방곡곡 덮치는 쓰레기 공포                |
| 124회 | 9월 27일  | 추미애 파문 막전막후                       |
| 125회 | 10월 11일 | 손혜원의 춘몽과 '목포의 눈물'              |
| 126회 | 10월 18일 | 北이 살해한 공무원, 커지는 미스터리        |
| 127회 | 10월 25일 | 벼랑 끝 이주여성 매매혼의 '민낯'           |
| 128회 | 11월 1일  | D-42 조두순이 돌아온다                     |
| 129회 | 11월 8일  | "권력을 고발한다" 용감한 제보자들          |
| 130회 | 11월 22일 | 옵티머스와 라임사태 사기꾼들과 권력의 농단 |
| 131회 | 12월 6일  | 라임사태와 추-윤의 충돌                    |
| 132회 | 12월 13일 | '추-윤 갈등'의 끝은?                       |
| 133회 | 12월 20일 | 위기의 황혼...사랑인가, 사기인가?          |

### 2021년
본 프로그램은 질병관리청 방역 지침에 따라, 코로나19 범유행과 관련해 출연진, 스태프 관계자들의 개인 위생수칙을 준수합니다.
| 회차  | 방영일    | 부제                                     | 비고                 |
| ----- | --------- | ---------------------------------------- | -------------------- |
| 134회 | 1월 7일   | 18명 연쇄 사망 ‘장정마을’에서 무슨 일이? |                      |
| 135회 | 1월 14일  | '사이버 복마전' 댓글 부대의 정체는?      |                      |
| 136회 | 1월 21일  | 빛바랜 도시 재생… 변창흠의 선택은?       |                      |
| 137회 | 1월 28일  | 문닫힌 강원랜드 지금 정선에선            |                      |
| 138회 | 2월 4일   | 집단감염의 비밀 교도관의 '충격 폭로'     |                      |
| 139회 | 2월 18일  | 유튜브 무당, 조작된 영험함               |                      |
| 140회 | 3월 11일  | 겁 없는 아이들의 위험한 질주             |                      |
| 141회 | 3월 18일  | LH발 국토농단                            | 유오성 마지막 진행자 |
| 142회 | 4월 8일   | 4·7 보궐선거 무엇을 남겼나?              | 김광일 진행자 투입   |
| 143회 | 4월 15일  | 그날, 구치소 독방에선 무슨 일이          |                      |
| 144회 | 4월 22일  | 이게 '동맹'인가                          |                      |
| 145회 | 4월 29일  | 의원님들의 화려한 제테크                 |                      |
| 146회 | 5월 6일   | 20대 남성은 왜 돌아섰나?                 |                      |
| 147회 | 5월 13일  | 강호순 12년, 묻힌 진실                   |                      |
| 148회 | 5월 20일  | 갈라진 광복회, 왜                        |                      |
| 149회 | 5월 27일  | 코인 광풍                                |                      |
| 150회 | 6월 3일   | 공수처 1호, 조희연 특채 의혹             |                      |
| 151회 | 6월 10일  | 이건희 컬렉션, 그후                      |                      |
| 152회 | 6월 17일  | 한반도의 중국 몽(夢)                     |                      |
| 153회 | 6월 24일  | '마리아'의 아주 특별한 6월               |                      |
| 154회 | 7월 1일   | '좌표 찍기' 그들은 왜                    |                      |
| 155회 | 7월 8일   | '이준석 현상', 왜                        |                      |
| 156회 | 7월 15일  | 광주 붕괴 참사와 두 얼굴의 사업가        |                      |
| 157회 | 7월 22일  | '국민연금 폭탄 돌리기', 그 끝은?         |                      |
| 158회 | 7월 29일  | '신재생에너지 4년', 이대로 괜찮나        |                      |
| 159회 | 8월 5일   | 민심 추적 - 길위에서 마음을 묻다         |                      |
| 160회 | 8월 12일  | K방역, 어디로                            |                      |
| 161회 | 8월 19일  | '청해부대 집단감염', 국가는 뭐했나       |                      |
| 162회 | 8월 26일  | 대통령, '사과'의 정치학                  |                      |
| 163회 | 9월 2일   | 언론법 파동, 어디로                      |                      |
| 164회 | 9월 9일   | 내 집 마련의 꿈, ‘지주택’ 주의보         |                      |
| 165회 | 9월 16일  | 25만 원으로 살림살이 나아지나            |                      |
| 166회 | 9월 23일  | 탈레반 장악 한 달, 아프간의 '눈물'       |                      |
| 167회 | 9월 30일  | ‘간첩 혐의 청주 활동가’ 그 진상은        |                      |
| 168회 | 10월 7일  | ‘처벌받지 않는 아이들’ 왜 14세인가       |                      |
| 169회 | 10월 14일 | ‘LH’, 폐기물 무단매립 의혹               |                      |
| 170회 | 10월 21일 | 백신 부작용, 누가 책임지나               |                      |
| 171회 | 10월 28일 | 지난 10년, 서울시에선 무슨 일이          |                      |
| 172회 | 11월 4일  | 민노총 을(乙)인가, 갑(甲)인가            |                      |
| 173회 | 11월 11일 | 경보! 신종 보험사기                      |                      |
| 174회 | 11월 18일 | 윤희숙 사퇴 그 후, 국회에서는            |                      |
| 175회 | 11월 25일 | 탈원전 4년, 그 현주소                    |                      |
| 176회 | 12월 2일  | 요소수 대란 반복되는 부실 대응, 왜       |                      |
| 177회 | 12월 9일  | 영욕의 시대, 역사속으로                  |                      |
| 178회 | 12월 16일 | 집권 10년, 김정은 대역설, 미스테리       |                      |

### 2022년
본 프로그램은 질병관리청 방역 지침에 따라, 코로나19 범유행과 관련해 출연진, 스태프 관계자들의 개인 위생수칙을 준수합니다.
| 회차  | 방영일    | 부제                                  | 비고                 |
| ----- | --------- | ------------------------------------- | -------------------- |
| 179회 | 1월 6일   | 신년기획 - 대통령의 조건              |                      |
| 180회 | 1월 13일  | 연속기획 - '코로나 2년', K방역의 실체 |                      |
| 181회 | 1월 20일  | 연속기획 - K 방역 2년, '백신 딜레마   |                      |
| 182회 | 1월 27일  | '불공정'에 우는 청년들                |                      |
| 183회 | 2월 3일   | 3월 개교인데... 누구를 위한 대학인가  |                      |
| 184회 | 2월 10일  | 최전방 '철색 월북' 미스터리           |                      |
| 185회 | 2월 17일  | 사라진 특검, 어디로...                |                      |
| 186회 | 2월 24일  | 2022 대통령 사저의 정치학             |                      |
| 187회 | 3월 3일   | 文정부, 대북지원의 역설               |                      |
| 188회 | 3월 17일  | 중국발 쓰레기 공습                    |                      |
| 189회 | 3월 24일  | 확진자 1000만명, K방역의 민낮은       |                      |
| 190회 | 3월 31일  | 푸틴의 위험한 도박                    |                      |
| 191회 | 4월 7일   | 포스트 '청와대' '용산' 시대가 온다    |                      |
| 192회 | 4월 14일  | '투표 미스터리' 그 진실은             |                      |
| 193회 | 4월 21일  | 정권말 낙하산 논란                    |                      |
| 194회 | 4월 28일  | 영부인의 특별한 순방                  |                      |
| 195회 | 5월 5일   | 대통령 기록물, 그 봉인된 진실         |                      |
| 196회 | 5월 12일  | 우크라이나의 눈물                     |                      |
| 197회 | 5월 26일  | 그린피의 비밀                         |                      |
| 198회 | 6월 9일   | 북한 코로나 미스터리                  |                      |
| 199회 | 6월 16일  | 한국 속 중국인, 지금 그들은           |                      |
| 200회 | 6월 23일  | 정치팬덤 개딸                         |                      |
| 201회 | 6월 30일  | 사저 앞 시위, 그 딜레마               |                      |
| 202회 | 7월 7일   | 개구리 소년 그 의문의 상혼들          |                      |
| 203회 | 7월 14일  | 후쿠시마 원전 오염수 방출, 한반도는?  |                      |
| 204회 | 7월 21일  | 그들만의 특권, 공관                   |                      |
| 205회 | 7월 28일  | 전기차 화재사고의 진실                |                      |
| 206회 | 8월 4일   | 대통령의 3개월                        |                      |
| 207회 | 8월 11일  | 경찰 댓글 사건, 그 진실은             |                      |
| 208회 | 8월 18일  | 탈북어민 강제북송 미스터리            | 김광일 마지막 진행자 |
| 209회 | 9월 8일   | 김혜경 법카 미스터리                  | [ 1 ]                |
| 210회 | 9월 15일  | 文 사저 경호 확대 그 후               | [ 1 ]                |
| 211회 | 9월 22일  | 여사님의 팬카페                       | [ 1 ]                |
| 212회 | 9월 29일  | 4번의 기회는 있었다                   | [ 1 ]                |
| 213회 | 10월 6일  | 신상공개의 '두 얼굴'                  | [ 1 ]                |
| 214회 | 10월 13일 | 새마을금고 '갑질' 논란, 그 진상은     | [ 1 ]                |
| 215회 | 10월 20일 | 고물가 공포 서울이 뉴욕보다 왜 비쌀까 | [ 1 ]                |
| 216회 | 10월 27일 |                                       | [ 1 ]                |

## 같이 보기
- 추적 60분 - 종영
- 시사멘터리 추적 - 종영
- 9층 시사국
- 시사기획 창
- 시사매거진 2580 - 종영
- 탐사기획 스트레이트
- 스페셜 탐사 스포트라이트
- 진실을 검색하다, 써치 - 종영
- 스토리 추적 M
- 나는 SOLO
- 세계는 그리고 우리는, 주말 와이드 성경섭입니다, 좋은 주말, 아침 & 뉴스 류수민입니다 (MBC 표준FM)